# Crise économique portugaise

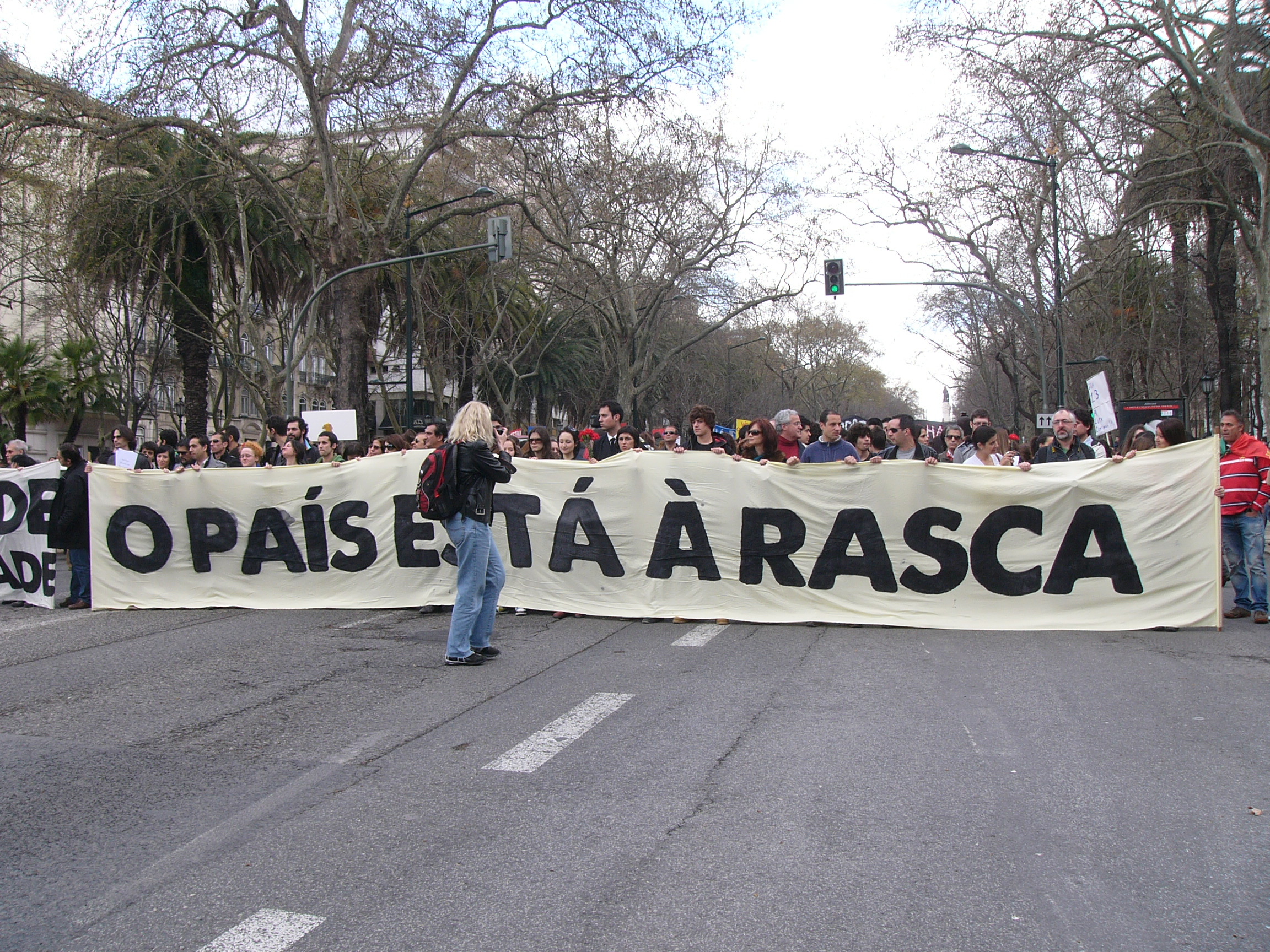
Manifestation dans l'Avenida da Liberdade

La crise économique portugaise est une crise économique débutée en 2009 et liée à la crise de la dette dans la zone euro. C'est une crise liée à la récession économique et à l'austérité budgétaire que connaît le pays depuis 2009. Ces difficultés conduisent d'ailleurs à la démission du gouvernement le 23 mars 2009 après le rejet d'un plan d'austérité par les députés.
Elles conduisent également à un mouvement appelé Geração à rasca (génération en difficulté) : le 12 mars 2011, plus de 300 000 portugais ont manifesté pacifiquement contre les problèmes socio-économiques dans les rues du pays.
Le Portugal connaît une crise socio-économique, le chômage est au-dessus des 11 %. Plus de 200 000 personnes à Lisbonne et plus de 100 000 personnes à Porto ont manifesté dans les rues. La CGTP est pour la baisse du chômage et le changement de politique. D'autres manifestations sont attendues la semaine suivante.
À ces difficultés économiques et sociales s'ajoute, le 23 mars 2011, la démission du Premier ministre José Sócrates, à la suite du rejet de son quatrième plan d'austérité par les députés.

## Causes
Le Portugal, comme la Grèce, a vu ses taux d'emprunt augmenter à la suite de la dégradation de la note de sa dette souveraine, de A+ à A-, par Standard & Poor's. Le fait que sa dette extérieure (privée et publique) évaluée à près de 100 % du PIB, est essentiellement détenue par des actifs étrangers, est à la fois un élément de fragilité et de force, car les pays dont les banques ont prêté peuvent s'inquiéter des conséquences d'un défaut de paiement sur celles-ci. Si le Portugal présente des similitudes avec le cas grec, malgré tout son endettement et son déficit sont moindres, et le pays n'a pas présenté des budgets « améliorés ».

### Déficit et dette
Le Portugal affiche un déficit public de 9,4 % du PIB en 2009, puis 9,8 % en 2010, contre 13,6 % pour la Grèce en 2009. En septembre 2012, la troïka prévoit que le PIB du Portugal baisse de 3 % en 2012, avec un déficit public de 5 %, et une baisse de PIB de 1 % en 2013, avant de retrouver la croissance en 2014.
Son endettement public est de 77,4 % du PIB en 2009, et 93 % en 2010, contre 115 % du PIB pour la Grèce en 2009,. La dette du Portugal devrait en 2014 représenter environ 124 % de son PIB, d’après l’estimation de la Troïka en septembre 2012.

## Crise politique de mars 2011

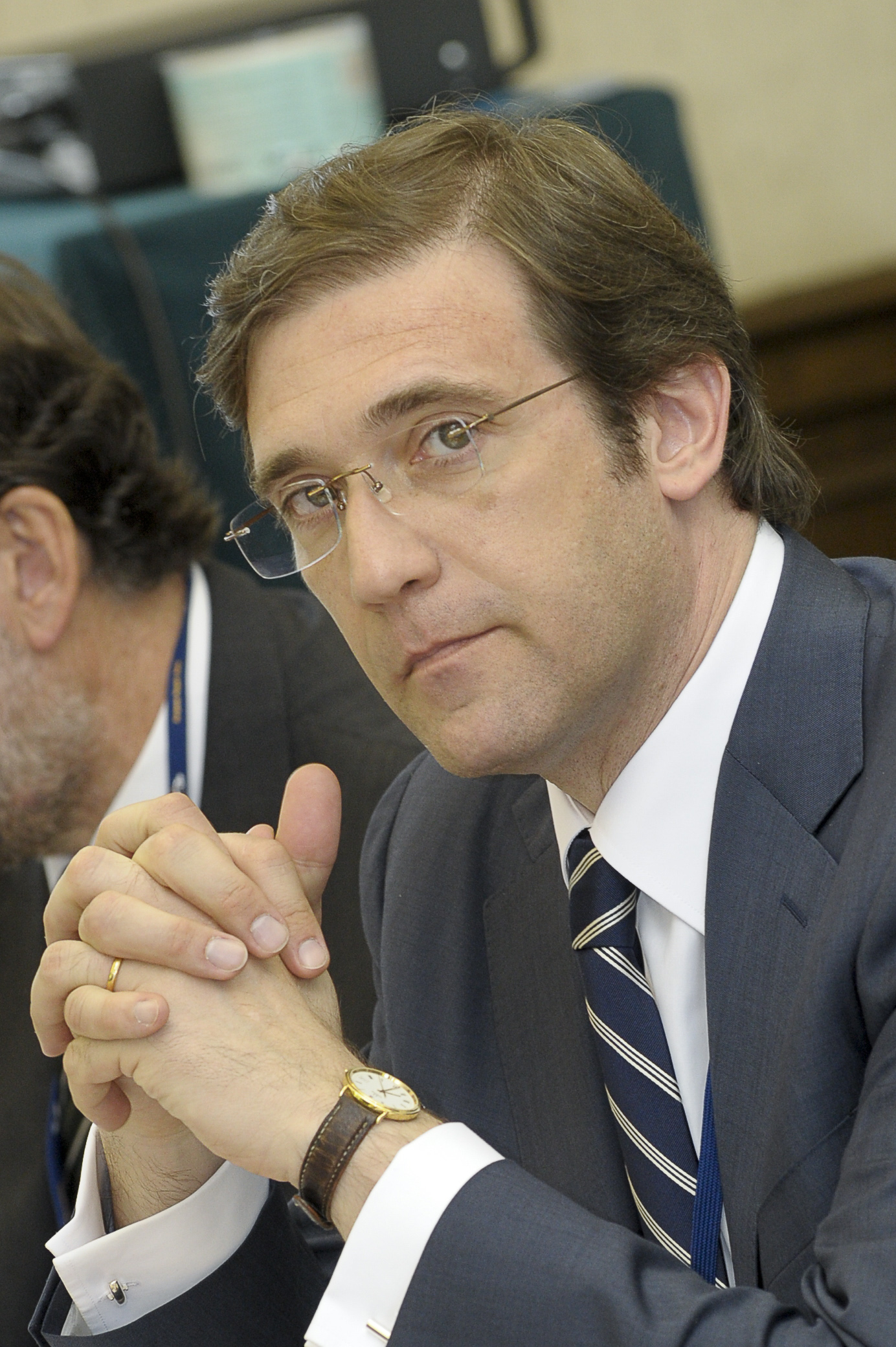
Le président du PPD/PSD, Pedro Passos Coelho.

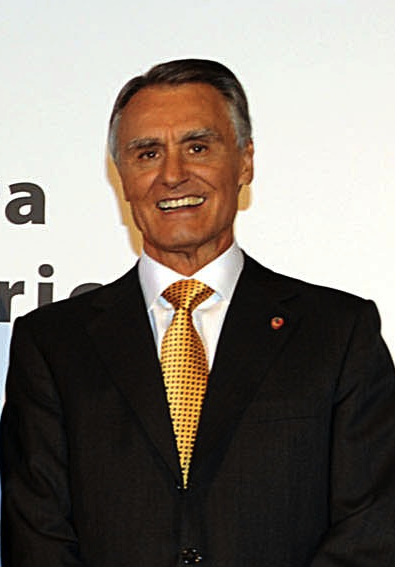
Le président Aníbal Cavaco Silva.

### Le déclenchement: un nouveau plan de rigueur rejeté par l'opposition
Avec l'apparition de nouvelles tensions sur les marchés financiers, le ministre des Finances, Teixeira dos Santos, annonce le 11 mars 2011 un nouveau programme de stabilité de croissance (PEC) comprenant de nouvelles corrections budgétaires, dont une réduction des avantages fiscaux. Le Parti social-démocrate (PPD/PSD) fait alors part de son refus de soutenir ces nouvelles mesures de rigueur,, ce à quoi José Sócrates répond qu'en cas de rejet du PEC à l'Assemblée de la République, il n'aura pas d'autre choix que de démissionner et « convoquer de nouvelles élections ». Il refuse cependant tout scénario de crise politique, car cela signifierait pour lui « entrer dans le programme du FMI : fin du treizième mois, baisse du salaire minimum, licenciements dans la fonction publique ».
Le 12 mars 2011, l'Avenida da Liberdade à Lisbonne était témoin de descente de 200 000 à 300 000 personnes. Il y a eu aussi des manifestations dans les villes de Porto (80 000 personnes), de Funchal, de Ponta Delgada, à Viseu, dans un total de 11 cités portugaises.

### Critiques internes et externes
Cette position lui vaut les critiques de l'ensemble des autres partis politiques du pays,, les communistes parlant de « victimisation » et les conservateurs l'accusant d'être lui-même responsable de la crise politique qu'il dit redouter. Le chef des sociaux-démocrates, Pedro Passos Coelho, confirme son opposition « ferme et irréductible » face à l'attitude « impardonnable et déloyale » du gouvernement le 17 mars, à la suite d'un entretien avec le président Aníbal Cavaco Silva. Critiqué par d'anciens ministres de son parti, dont certains réclament son départ,, Sócrates annonce qu'il déposera au Parlement une nouvelle version du PEC, à laquelle le PSD continue de s'opposer,.

### L'opposition de Sócrates à une aide extérieure et les consultations du 21 mars
Il réaffirme le 19 mars qu'il refuse toute intervention du Fonds monétaire international (FMI), accusant Passos Coelho de s'être montré ouvert à un appel à l'aide financière extérieure. Alors qu'il entreprend, le 21 mars, les consultations habituelles avant chaque réunion du Conseil européen, le ministre des Affaires étrangères, Luís Amado, se montre très critique du comportement tant du pouvoir de que l'opposition, affirmant la probabilité de nouvelles élections législatives, que le député et ancien ministre du Travail socialiste Paulo Pedroso souhaite, dans un tel cas, voir organisées « le plus rapidement possible », tout en réitérant son soutien au chef du gouvernement. Quelques heures plus tard, le ministre des Affaires parlementaires, Jorge Lacão, souligne que la démission du gouvernement est « malheureusement une possibilité qui ne peut être exclue ». Le 22 mars, alors que Pedro Passos Coelho dit désormais que de nouvelles élections sont « inévitables », le Premier ministre subit un revers de ses partenaires européens, qui refusent tout changement dans les mesures d'austérité proposées et décide alors de réunir la direction, les députés et les dirigeants locaux du PS. Lors d'une pause dans la réunion, le président du groupe, Francisco Assis, confirme que le gouvernement démissionnera en cas de rejet du PEC, quelques heures après l'annonce par Miguel Macedo, son homologue social-démocrate, du dépôt d'une résolution parlementaire de rejet du programme d'austérité. Au cours de la réunion, José Sócrates a par ailleurs refusé de se désister en faveur du président de l'Assemblée de la République, Jaime Gama, comme le suggérait un député, en rappelant qu'il avait remporté deux fois les élections législatives et été élu trois fois secrétaire général du Parti socialiste.

### Le débat parlementaire du 23 mars
Le débat sur les cinq résolutions de rejet du programme de stabilité et de croissance s'ouvre comme prévu, le 23 mars 2011, dans l'après-midi. L'ambiance est très tendue, le président du groupe PS, Francisco Assis, accusant les sociaux-démocrates de « n'avoir rien à dire au pays » et dénonçant leur communiqué en anglais publié récemment, tandis que le ministre de l'Économie, José Vieira da Silva, s'insurge contre l'opposition, qui, selon lui, prépare « un futur encore pire pour les Portugais ». Au nom du Parti social-démocrate, son ancienne présidente et ex-ministre des Finances, Manuela Ferreira Leite, évoque un « manque de confiance » envers le gouvernement, ajoutant que « ça ne vaut pas la peine d'insister », et affirme que le gouvernement a « caché la réalité ». Elle lance ensuite que « dans une démocratie, il y a des solutions », et que si les socialistes n'en ont pas, « il y a ici des partis capables de résoudre les problèmes ». À sa suite, le président du Parti populaire (CDS/PP), Paulo Portas, critique l'inefficacité des plans de rigueur, définissant le dernier comme une ultime tentative pour endiguer la hausse des taux d'intérêt, qui ont toujours grimpé après l'adoption des précédentes mesures. Après que l'un de ses députés a conclu que le gouvernement « répétait les erreurs du passé », le secrétaire général du Parti communiste portugais (PCP), Jerónimo de Sousa, pointe la responsabilité, voire « la complicité », du PPD/PSD dans l'adoption des autres plans d'austérité. Après quoi le Bloc de gauche (BE), pointant que les sociaux-démocrates sont les seuls à ne présenter aucune alternative aux mesures gouvernementales dans leur projet de résolution, dénonce les attaques mutuelles entre les socialistes et le premier parti de l'opposition et affirme que « programme après programme, le gouvernement est un applicateur local zélé de la recette européenne d'économie de l'abîme ». Par la suite, le chef du groupe CDS/PP, Pedro Mota Soares, accuse José Sócrates d'avoir joué un double jeu en augmentant les salaires et les pensions avant les élections, puis de procéder à des coupes budgétaires après le scrutin, ce à quoi Miguel Macedo, président des députés du PPD/PSD, ajoute qu'il est « nécessaire de changer de gouvernement ». À la fin du débat, Francisco Assis affirme que les partis d'opposition « peuvent faire chuter le gouvernement mais pas défaire le PS » et qu'il est fier de son activité politique, précisant qu'il espère avoir encore un chef du gouvernement comme Sócrates et que les Portugais ne veulent pas retourner aux urnes. Pour finir, le ministre de la Présidence, Pedro Silva Pereira, dénonce une « coalition négative » de l'opposition, qui va, dans les faits, « voter une motion de censure », et rappelle que jusqu'à cette crise politique, « le Portugal a réussi à éviter le recours à une aide extérieure ».
À l'issue du débat, les cinq partis d'opposition adoptent successivement les projets de résolution parlementaire de rejet du PEC qu'ils avaient déposés

### Démission du Premier ministre

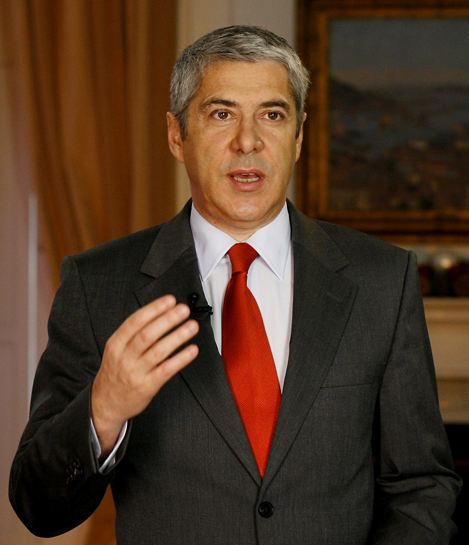
Le premier ministre José Sócrates.

Le Premier ministre se rend alors à l'audience prévue avec le président Cavaco Silva et lui présente sa démission, conformément à ses précédentes déclarations. S'adressant ensuite aux Portugais, il dénonce le fait que « l'opposition a retiré au gouvernement toutes les conditions pour gouverner » afin de justifier sa démission. Il appelle ensuite à la tenue d'élections législatives anticipées, une idée soutenue par Paulo Portas et Jerónimo de Sousa. Il ajoute que la solution à la crise politique ne peut être résolue « que par la décision souveraine des Portugais », rassure ses concitoyens en expliquant que « le pays ne se trouve pas sans gouvernement » et que ce dernier « accomplira pleinement son devoir ». Il confirme qu'il sera candidat à sa succession lors de ces élections, non sans avoir prédit que le rejet du PEC aurait de très graves conséquences pour le financement du pays. Le président de la République annonce dans le même temps que, conformément à la Constitution, il consultera les partis politiques représentés au Parlement le 25 mars en vue de trouver une solution à la crise politique. Le lendemain, Pedro Passos Coelho confirme que sa formation recommandera au chef de l'État de prononcer la dissolution de l'Assemblée de la République. En réaction à cette situation, deux agences de notation, Standard & Poor's et Fitch Ratings, ont abaissé la note de la dette publique portugaise. Dans le même temps, le Premier ministre démissionnaire a affirmé, en marge du Conseil européen, que le Portugal n'avait pas besoin d'un plan de sauvetage, redoutant des conséquences identiques à la Grèce et l'Irlande, une position partagée par le chef de l'Eurogroupe, Jean-Claude Juncker. Le 29 mars, Standard & Poor's dégrade de nouveau la note de l'endettement portugais.

## Aide et plan d'austérité
En septembre 2010, le gouvernement portugais annonce des mesures d’austérité via des coupes dans les salaires du secteur public et de l’augmentation de certaines taxes. Le 23 mars 2011, le parlement rejette ces mesures d’austérité.
Le 7 avril 2011, après avoir nié pendant longtemps la nécessité d'un plan de sauvetage, le premier ministre José Sócrates finit par faire appel à au Fonds européen de stabilité financière et au FMI, afin de subvenir aux besoins en trésorerie du pays. 
Le 16 mai 2011, l'Eurozone annonce que le Portugal va recevoir une aide de 78 milliards d’€ du FMI, du Fonds européen de stabilité financière et du Mécanisme européen de stabilité financière, pour stabiliser ses finances publiques. En contrepartie le Portugal accepte un plan de réduction de son déficit public qui doit être de 9,8 % en 2010, de 5,9 % en 2011, de 4,5 % en 2012 et de 3 % en 2013
Le gouvernement de José Sócrates, puis celui de Pedro Passos Coelho après les élections législatives de juin 2011, mettent en place plusieurs plans d'austérité. Signe positif, la Commission européenne prévoit que le gouvernement sera proche de ses objectifs de réduction du déficit, soit 4,5 % du PIB en 2012, puis 3,2 % en 2013 (contre 3 % selon les prévisions du gouvernement), avec une récession de 3 % en 2012. En juillet et en aout 2011, le nouveau gouvernement mené par Pedro Passos Coelho annonce pour respecter ce plan, des coupes dans les dépenses publiques, dans les salaires publics, ainsi qu'une augmentation des taxes. Le gouvernement accepte également d’abandonner sa « golden share » (qui permet un droit de veto) dans Portugal Telecom.
Hausse du coût de la vie, des transports, de la santé et de la TVA. Baisse du pouvoir d'achat des Portugais de 6 % en 2012, baisse de 27 % du traitement des fonctionnaires, non-remplacement d’un départ à la retraite sur deux, gel du salaire des fonctionnaires sur 4 ans, suppression des 13e et 14e mois pour les fonctionnaires et les retraités aux revenus supérieurs à 1 000 euros puis à l'ensemble des retraités, baisse de salaires d’une moyenne de 5 % des 500 000 fonctionnaires percevant un salaire supérieur à 1 550 euros par mois. Dans le privé, augmentation de l’horaire de travail d’une demi-heure par jour, assouplissement du droit du travail permettant de licencier plus facilement, de limiter l’allocation chômage, de réduire le coût des heures supplémentaires et de diminuer les congés et les jours fériés,.
Le 7 juin 2012, la banque Millennium BCP a reçu une aide de 3 milliards d’€ de la part du gouvernement
En janvier 2013, la commission européenne approuve une recapitalisation d'un total de 1,1 milliard d'€ de Banco Internacional do Funchal (Banif).
En septembre 2013, Pedro Passos Coelho indique que dès le 1er janvier 2013, les cotisations sociales passeront de 11 à 18 %, entraînant mécaniquement une baisse des salaires de 7 %.

### Conséquence
2012
Le second trimestre 2012, le chômage a atteint le seuil de 15 %
« Au Portugal, l’accord conclu en 2011 entre Lisbonne et la troïka prévoit une coupe de 670 millions d’euros dans la santé. Le reste à charge des patients a doublé – de 2,25 à 5 euros – pour une consultation en ville et jusqu’à 20 euros pour une visite aux urgences. Seuls les patients à bas revenus, les malades chroniques – si la visite est en lien avec leur maladie – et les personnes handicapées en sont exemptés. »

En septembre, les recettes fiscales chutent de 3,5 % principalement en raison de la baisse de la consommation. L'objectif de 4,5 % sur lequel s'était engagé le gouvernement portugais ne sera pas tenu. Il est en effet évalué entre 6,7 % et 7,1 % du PIB au premier semestre.